# Terza battaglia dell'Artois
La Terza Battaglia di Artois si svolse sul fronte occidentale della prima guerra mondiale ed è anche nota come Offensiva di Loos-Artois, in quanto include la grande offensiva britannica nota come battaglia di Loos.
L'offensiva fu l'ultimo tentativo del comandante francese in capo, Joseph Joffre, di sfruttare il vantaggio numerico dell'Intesa contro la Germania.
Il piano di Joffre consisteva in attacchi condotti simultaneamente nella Champagne e nell'Artois, con l'obiettivo di catturare i centri di approvvigionamento ferroviari ad Attigny e Douai e di costringere i tedeschi a ritirarsi.

## Antefatti
Il piano di Joffre era basato su una serie di attacchi lungo tutto il fronte occidentale, facendo affidamento anche al contemporaneo attacco italiano sull'Isonzo e quello del BEF, che sarebbe stato effettuato vicino a Loos-en-Gohelle. Inizialmente, il feldmaresciallo John French e il generale Douglas Haig erano contrari al lancio di una tale operazione, lamentando una carenza di artiglieria pesante, di munizioni e di truppe di riserva. Alla fine, pressati dal Ministro della Guerra britannico, Horatio Kitchener, French e Haig cedettero e diedero il via libera all'operazione.

## La battaglia
Il 21 settembre 1915 incominciò un intenso bombardamento di artiglieria, che si protrasse per quattro giorni, dopodiché la 10ª Armata francese iniziò ad avanzare. Il 26 settembre, il XXXIII e il XXI Corpo avevano preso la città di Souchez, mentre il III e il XII Corpo procedevano lentamente e con pochi progressi a sud-est di Neuville-Saint-Vaast. I francesi non riuscirono a penetrare la seconda linea difensiva tedesca, e così non ci fu una svolta nel corso degli eventi. Nel tentativo di ridare slancio all'offensiva che era in fase di stallo, Joffre inviò il IX Corpo francese in un attacco a Loos-en-Gohelle, coordinato con unità britanniche, ma anche questo tentativo non sortì gli effetti sperati